# Edit Kern
Edit Kern (* 28. Februar 1967 in Budapest) ist eine ehemalige ungarische Fußballspielerin. 

## Karriere

### Vereine
Kern die zuvor in ihrer Heimat bis 1988 für Renova Budapest gespielt hatte, gehörte dem TSV Siegen als Mittelfeldspielerin an, mit dem sie einmal das Finale um die Deutsche Meisterschaft und zweimal das Finale um den DFB-Pokal erreichte. Am 24. Juni 1990 gewann sie mit ihrer Mannschaft im Siegener Leimbachstadion mit 3:0 gegen die SSG 09 Bergisch Gladbach die Meisterschaft. Exakt ein Jahr zuvor gewann sie im Berliner Olympiastadion – als Vorspiel zum Männderfinale – mit 5:1 gegen den FSV Frankfurt den Vereinspokal und trug mit ihren Toren zum 3:0 in der 36. und 4:0 in der 44. Minute erheblich dazu bei. Am 22. Juni 1991 verlor sie an selber Stätte das Finale gegen die Mannschaft von Grün-Weiß Brauweiler durch das von Michaela Kubat in der 19. Minute erzielte einzige Tor zum 0:1.

### Nationalmannschaft
Für die A-Nationalmannschaft bestritt sie 36 Länderspiele, in denen sie 25 Tore erzielte. Unter anderem bestritt sie die zwei Viertelfinalspiele in der Qualifikation für die Europameisterschaft 1991. Beide Spiele gegen die Nationalmannschaft Norwegens wurden sowohl am 14. November 1990 in Kristiansand, als auch am 25. November 1990 in Budapest, mit 1:2 bzw. mit 0:2 verloren. Im ersten Vergleich gelang ihr der Anschlusstreffer zum Endstand in der 80. Minute.

## Erfolge
- Deutscher Meister 1990
- DFB-Pokal-Sieger 1989, -Finalist 1991